# Placówka Straży Celnej „Gródek”
Placówka Straży Celnej „Gródek” – jednostka organizacyjna Straży Celnej pełniąca w okresie międzywojennym służbę ochronną na granicy polsko-rumuńskiej.

## Formowanie i zmiany organizacyjne
Na wniosek Ministerstwa Skarbu, uchwałą z 10 marca 1920 roku, powołano do życia Straż Celną. Jednostki Straży Celnej rozpoczęły przejmowanie odcinków granicy od pododdziałów Batalionów Celnych. W 1921 roku w Zaleszczykach stacjonował sztab 1 kompanii 22 batalionu celnego. Kompania wystawiała między innymi placówkę w Gródku. W 1922 roku w Sinkowie stacjonował sztab 1 kompanii 22 batalionu celnego. Kompania wystawiała między innymi placówkę w Gródku. Proces tworzenia Straży Celnej trwał do końca 1922 roku. Placówka Straży Celnej „Gródek” weszła w podporządkowanie komisariatu Straży Celnej „Zaleszczyki” z Inspektoratu SC „Zaleszczyki”.
W drugiej połowie 1927 roku przystąpiono do gruntownej reorganizacji Straży Celnej. W praktyce skutkowało to rozwiązaniem tej formacji granicznej. Ochronę północnej, zachodniej i południowej granicy państwa przejęła powołana z dniem 2 kwietnia 1928 roku Straż Graniczna.
Jeszcze wcześniej, z dniem 1 listopada 1927 roku Inspektorat Straży Celnej „Zaleszczyki”, w tym komisariat SC „Zaleszczyki” został rozwiązany, a  rejon odpowiedzialności komisariatu został przekazany pododdziałom Korpusu Ochrony Pogranicza.

## Funkcjonariusze placówki
Kierownicy placówki
| stopień    | imię i nazwisko, numer | okres pełnienia służby | kolejne stanowisko |
| ---------- | ---------------------- | ---------------------- | ------------------ |
| przodownik | Ignacy Lipiecki (166)  | był w 1926             |                    |

Obsada personalna placówki w 1926:
- przodownik Ignacy Lipiecki (166)
- starszy strażnik Jan Moskwa (1454)
- strażnik Michał Szudrowicz (1570)
- strażnik Franciszek Dawidowski (1502)
- strażnik Szczepan Składan (1521)
- strażnik Michał Kosowski (1520)
- strażnik Stanisław Wala (1541)